# Jürgen Fanghänel
Jürgen Fanghänel est un boxeur est-allemand né le 1er août 1951 à Limbach-Oberfrohna.

## Carrière
Sa  carrière amateur est principalement marquée par une médaille de bronze remportée aux Jeux olympiques d'été de 1980 à Moscou dans la catégorie des poids lourds.

### Jeux olympiques
Médaille de bronze en +81 aux Jeux de 1980 à Moscou

## Référence
1. ↑  (en) Résultats des Jeux olympiques 1980 (amateur-boxing.strefa.pl)